# Comuna Mala Lepetîha, Velîka Lepetîha
Mala Lepetîha (în ucraineană Мала Лепетиха) este o comună în raionul Velîka Lepetîha, regiunea Herson, Ucraina, formată din satele Dmîtrivka, Mala Lepetîha (reședința) și Serhiivka.

## Demografie
Componența lingvistică a comunei Mala Lepetîha
     Ucraineană (91,44%)
     Rusă (6,97%)
     Alte limbi (1,34%)
Conform recensământului din 2001, majoritatea populației comunei Mala Lepetîha era vorbitoare de ucraineană (91,44%), existând în minoritate și vorbitori de rusă (6,97%).